# Região Geográfica Imediata de Caraguatatuba-Ubatuba-São Sebastião
A Região Geográfica Imediata de Caraguatatuba - Ubatuba - São Sebastião, também conhecida como Litoral Norte, é uma das 53 regiões imediatas do estado brasileiro de São Paulo, uma das cinco regiões imediatas que compõem a Região Geográfica Intermediária de São José dos Campos e uma das 509 regiões imediatas no Brasil, criadas pelo IBGE em 2017.
É composta por quatro municípios, tendo uma população estimada pelo IBGE para 1.º de julho de 2019, de 336 281 habitantes e uma área total de 1 941,836 km².

## Municípios
Fonte: IBGE – Cidades
| Município     | População Estimada (2019) | Área (km²) |
| ------------- | ------------------------- | ---------- |
| Caraguatatuba | 121 532                   | 484.947    |
| Ilhabela      | 34 970                    | 346.389    |
| São Sebastião | 88 980                    | 402.395    |
| Ubatuba       | 90 799                    | 708.105    |
| Total         | 336,281                   | 1 941,836  |